# Район Моріяма
Райо́н Морія́ма (яп. 守山区, もりやまく, МФА: [moɾijama ku̥]) — район міста Наґоя префектури Айті в Японії.  Площа становить 33,99 км². Станом на 1 серпня 2011 року населення складало 169 279  осіб, густота населення — 4980 осіб/км².